# فرودگاه مموث یوسمیتی
فرودگاه مموث یوسمیتی (به انگلیسی: Mammoth Yosemite Airport) یک فرودگاه همگانی با کد یاتا MMH است که یک باند فرود آسفالت دارد و طول باند آن ۲۱۳۴ متر است. این فرودگاه در شهر ماموت لیکس، کالیفرنیا کشور ایالات متحده آمریکا قرار دارد و در ارتفاع ۲۱۷۳ متری از سطح دریا واقع شده است.

## شرکت‌های هواپیمایی و مقصدهای پروازی
| شرکت‌های هواپیمایی                        | مقصدهای پروازی         |
| ---------------------------------------- | ---------------------- |
| آلاسکا ایرلاینز اجرا توسط هوریزن ایر     | لس‌آنجلس فصلی: سن دیه‌گو |
| JetSuiteX اجرا توسط Delux Public Charter | فصلی: باب هوپ          |
| یونایتد اکسپرس                           | فصلی: سانفرانسیسکو     |

Alaska Airlines service اجرا توسط Horizon Air is flown with the  Bombardier Q400  propjet which is the largest and fastest member of the de Havilland Canada DHC-8 Dash 8 family of regional turboprop aircraft.  JetSuiteX has announced it will operate an امبرائر ئی‌آرجی ۱۳۵/۱۴۰/۱۴۵ regional jet on its new seasonal service. United Express seasonal service اجرا توسط اسکای‌وست is flown with the بمباردیه سی‌آرجی ۷۰۰/۹۰۰ regional jet.Six previous seasonal flights, three with Alaska Airlines اجرا توسط Horizon Air and two with United Express اجرا توسط SkyWest Airlines have been discontinued or realigned to a new carrier.